# Canelones
Canelones er en by i den sydlige del af Uruguay, med et indbyggertal (pr. 2004) på 19.631. Byen er hovedstad i Canelones-departementet og blev grundlagt i 1782. 
Selvom Canelones er hovedstad i Canelones-departementet, er byen langt fra departementets største by, da både Ciudad de la Costa og Las Piedras er større.
34°31′S 56°17′V / 34.517°S 56.283°V